# Johansson
Johansson kan också syfta på Johansson (konstverk).
Johansson är ett svenskt efternamn. Namnet var ursprungligen ett patronymikon med betydelsen Johans son. Motsvarande namn förekommer i andra språk än svenskan bland annat som Johanson och Johansen.
I Sverige var namnet den 31 december 2019 det näst vanligaste efternamnet, om man räknar alla stavningsvarianter. För de olika varianterna uppges följande antal personer
- Johansson 226 490[2]
- Johanson 432[3]
- Johanzon 83[4]
- Johannsson 31[5]
- Joanzon 16[6]
- Joansson 14[7]
- Johannson 9[8]

Tillsammans med 29 personer med annan stavning av namnet blir detta 227 104 personer. I samstämmighet med den generella flykten från sonnamn i Sverige sjönk antalet bärare av namnet Johansson till 223 196 följande år, än sedan många årtionden pågående trend.
Av i Finland folkbokförda bar 8690 personer släktnamnet 2014.

## Personer med efternamnet Johansson eller varianter av detta namn

### A
- Acko Ankarberg Johansson (född 1964), politiker, kristdemokrat
- Adam Johansson (född 1983), fotbollsspelare
- Adam Byström Johansson (född 1996), ishockeyspelare
- Adolf Johansson, flera personer
  - Adolf Johansson (författare) (1889–1934), författare och journalist
  - Adolf Johansson (politiker) (1848–1944), lantbrukare och politiker
  - Adolf Johansson (präst) (1853–1940)
- Agne Johansson (1921–1987), konstnär
- Aksel Johansson (1906–1983), konstnär
- Albert Johansson, flera personer
  - Albert Johansson (ishockeyspelare) (född 2001)
  - Albert Johansson (konstnär) (1926–1998)
  - Albert Johansson (skådespelare) (1887–1956)
  - Albert M. Johansson (1869–1955), svensk-amerikansk psalm- och sångtextförfattare
- Albin Johansson, flera personer
  - Albin Johansson (friidrottare) (född 1981)
  - Albin Johansson (företagsledare) (1886–1968), företagsledare
- Alexander Johansson, flera personer
  - Alexander Johansson (ishockeyspelare) (född 1988)
  - Alexander Johansson (fotbollsspelare född 1995)
  - Alexander Johansson (fotbollsspelare född 2000)
- Alf Johansson, flera personer
  - Alf Johansson (konstnär) (1934-2020)
  - Alf Johansson (1901–1981), generaldirektör, professor, nationalekonom
  - Alf Johansson (politiker) (född 1942), socialdemokratisk politiker
  - Alf O. Johansson (1940–2013), ekonomisk historiker, professor
  - Alf W. Johansson (född 1940), historiker, professor
- Alfred Johansson (1861–1932), psykiater
- Algot Johansson (1886–1978), företagsledare, "Algots" grundare
- Algot Johansson (redare) (1898–1986), åländsk skeppsredare
- Allan Johansson (1919–1991), musiker, kompositör, kapellmästare
- Aller Johansson (1927–2004), teaterdirektör och producent
- Alma Johansson (1881–1974), missionär
- Amanda Delgado Johansson (född 1995), innebandyspelare
- Anders Johansson, flera personer
  - Anders Johansson (fotbollstränare) (född 1967)
  - Anders Johansson (författare) (född 1947)
  - Anders Johansson (journalist) (född 1942)
  - Anders Johansson (komiker) (född 1974), musiker, komiker och programledare, kallad "Ankan"
  - Anders E. Johansson (född 1963), litteraturvetare
  - Anders Johansson (trumslagare) (född 1962)
  - Anders Johansson (kriminalreporter) (född 1964), kriminalreporter
  - Sven Anders Johansson (född 1968), litteraturvetare, även kallad Anders Johansson
  - Anders L. Johansson (född 1955), ämbetsman
  - Anders R. Johansson (född 1948), forskare, tidningsman, bokförläggare
  - Politiker:
    - Anders Johansson i Fägerhult (1826–1875), hemmansägare och politiker
    - Anders Johansson i Hässlås (1869–1938), lantbrukare och politiker, liberal
    - Anders Johansson i Kråkered (1891–1975), lantbrukare och politiker, folkpartist
    - Anders Johansson i Lövåsen (1831–1908), lantbrukare och politiker
    - Anders Peter Johansson (1852–1920), lantbrukare och politiker
- Andreas Johansson, flera personer
  - Andreas Johansson (ingenjör) (1879-1954)
  - Andreas Johansson (fotbollsspelare) (född 1978)
  - Andreas Johansson (låtskrivare) (född 1981), musikproducent och musiker, artistnamn Anders Stone
  - Andreas Johansson (fotbollsspelare född 1982) (född 1982)
  - Andreas Johansson (fotbollsspelare född 1991) (född 1991)
  - Andreas Johansson (ishockeyspelare) (född 1973)
- Andy Johansson, trumslagare
- Anita Johansson, flera personer
  - Anita Johansson (född 1944) (född 1944), socialdemokratisk politiker
  - Anita Johansson (född 1959) (född 1959), tjänsteman och konsult
- Ann-Kristine Johansson (född 1962), lantarbetare och politiker, socialdemokrat
- Ann-Sofie Johansson (född 1963), modedesigner
- Anna Johansson, flera personer
  - Anna Johansson (1860–1938), sömmerska, pionjär inom socialdemokratin
  - Anna Johansson (dansös) (1860–1917), rysk ballerina av svensk börd
  - Anna Johansson (författare) (född 1980), författare
  - Anna Johansson (socialdemokrat) (född 1971), politiker, Göteborg
  - Anna Johansson-Visborg (1876–1953), fackföreningskvinna, kommunalpolitiker, fastighets- och biografägare
  - Anna-Karin Johansson (född 1962)
  - Anna-Maria Johansson (född 1982), handbollsspelare
- Anne Johansson (född 1946), körledare och musikpedagog
- Annelie Johansson (född 1964), företagsledare
- Annelie Johansson (friidrottare) (född 1978)
- Annelis Johansson (född 1983), författare av ungdomsböcker
- Anton Johanson (1877–1952), idrottsledare
- Arndt Johansson (1900–1992)
- Arne Johansson, flera personer
  - Arne Johansson (född 1940), tecknare och målare
  - Arne Johansson (konstnär) (1928–2012), målare
  - Arne Johansson (orienterare) (född 1950)
  - Arne Johansson (professor) (född 1930), kärnfysiker, professor
  - Arne "Brand-Johan" Johansson (1915–1956), ishockeymålvakt
  - Arne V. Johansson (född 1953), professor i mekanik
- Aron Johansson (1860–1936), arkitekt
- Arthur Johansson, flera personer
  - Arthur Johansson (konstnär) (1876–1961)
  - Arthur Johansson (skulptör) (1904–1969), skulptör och tecknare
  - Arthur Johansson (fotbollsspelare) (1920–1993)
- Arvid Johansson, flera personer
  - Arvid Johanson (1862–1923), svensk-fransk illustratör och marinmålare
  - Arvid Johansson (ingenjör) (1870–1934), bergsingenjör och professor
  - Arvid Johansson (jurist) (1881–1952), jurist och ämbetsman
  - Arvid Johansson (elektrotekniker) (1882–1946), elektrotekniker och ämbetsman
- Atti Johansson (1917–2003), konstnär
- August Johansson, flera personer
  - August Johansson (skolman) (1871–1960), teolog, skolman, författare
  - Politiker:
    - August Johanson (1839–1924), hemmansägare och politiker
    - August Johansson i Dingle (1844–1915), lantbrukare, politiker, lantmannapartist
    - August Johansson i Kalmar (1842–1917), konsistorienotarie och politiker
    - August Johansson i Lövholmen (1864–1939), lantbrukare och politiker
    - August Johansson i Trollhättan (1875–1941), handelsman, politiker, socialdemokrat
- Axel Johansson, flera personer
  - Axel Johansson (1868–1948), tidningsredaktör
  - Axel Johansson (atlet) (1880–1952), svenskamerikansk atlet, akrobat, vaudevilleartist
  - Axel Johansson (roddare) (1885–1979), roddare
  - Axel Johansson (skridskoåkare) (1910–1983), skridskoåkare
  - Axel R. Johansson (1904–1970), landstingsman och kommunalpolitiker
- Axelina Johansson (född 2000)), friidrottare med kastgrenar som specialitet

### B
- Barbro Johansson (1912–1999), missionär i Tanzania
- Bengt Johansson, flera personer
  - Bengt Johansson (född 1946), fotbollsspelare
  - Bengt Johansson (försäkringsbolagsdirektör) (1870–1949)
  - Bengt Johansson (medieforskare) (född 1964)
  - Bengt Johansson (militär) (född 1952), militär
  - Bengt Johansson (sångförfattare) (född 1952), kristen sångare och musiker
  - Bengt Johansson (tonsättare) (1914–1989), finländsk tonsättare
  - Bengt "Polo" Johanson (1929–2014), sångare och programledare
  - Bengt O.H. Johansson (1934–2021), arkitekturhistoriker
  - Bengt-Arne Johansson (1943–2025), militär
  - Idrottare
    - Bengt Johansson (brottare) (1926–2008), brottare
    - Bengt Johansson (friidrottare) (född 1973), släggkastare
    - Bengt "Bengan" Johansson (1942–2022), handbollsspelare och tränare
    - Bengt "Kompis" Johansson (1937–2021), handbollsspelare, senare med namnet Bengt Jackloo
    - Bengt-Erik Johansson (född 1964), handbollsspelare

  - Politiker
    - Bengt K.Å. Johansson (1937–2021), statsråd, socialdemokratisk politiker
    - Bengt-Anders Johansson (född 1951), moderat politiker
- Berit Johansson (1945–2021), glaskonstnär och formgivare
- Bernt Johansson (född 1953), cyklist
- Bernt Johansson (konstnär) (1922–2001), tecknare och grafiker
- Bertil Johansson, flera personer
  - Bertil Johansson (militär) (1926–2016), militär
  - Bertil Johansson (politiker) (1930–2018), lantbrukare, centerpartistisk politiker
  - Bertil "Bebben" Johansson (1935–2021), fotbollsspelare
  - Bertil Johansson (Sernros) (1921–1993), fotbollsspelare
- Birger Johansson (1887–1975), diplomat
- Birgitta Johansson, flera personer
  - Birgitta Johansson (orienterare) (född 1943), orienterare
  - Birgitta Johansson (politiker) (1943–2021), socialdemokratisk politiker
  - Birgitta Johansson-Hedberg (född 1947), företagsledare
- Björn Johansson, flera personer
  - Björn Johansson (entreprenör) (född 1946)
  - Björn Johansson (musiklärare)
  - Björn Johansson (tonsättare) (1913–1983), tonsättare
  - Björn Johansson (trubadur) (född 1943)
  - Björn Johansson Boklund (född 1980), skådespelare
  - Idrottare:
    - Björn "Böna" Johansson (1950–2023), ishockeyspelare

  - Björn "Nalle" Johansson (född 1956), ishockeyspelare
    - Björn Johansson (cyklist) (född 1963), cyklist
    - Björn Johansson (friidrottare) (aktiv 1983), längdhoppare
    - Björn Johansson (idrottsman) (född 1960), fotbolls- och bandyspelare
- Bo Johansson, flera personer
  - Bo Johansson (finansman) (född 1962)
  - Bo Johansson (född 1941), fotbollsspelare, senare Jagler
  - Bo Johansson (fotbollstränare) (född 1942), fotbollstränare
  - Bo Johansson (friidrottare) (1940–2023), långdistanslöpare
  - Bo Johansson (författare) (1925–2017), författare
  - Bo Johansson (musikpedagog) (1943–2016), musikpedagog
  - Bo Johansson (tyngdlyftare) (född 1945)
  - Bo Johansson (VD) (född 1965), bankman och idrottsledare
- Britt Johansson, flera personer
  - Britt Johansson (spjutkastare) (född 1940), spjutkastare
  - Britt Johansson (kulstötare) (född 1949), kulstötare
- Britt-Inger Johansson (född 1959), kostvetare
- Britt-Inger Johansson (född 1950), svenskamerikansk skådespelare med namnet Kristina Wayborn
- Britta Johanson (född 1951), textilkonstnär
- Britta Johansson (född 1958), sångerska med artistnamnet Tanja
- Bruno Johansson (1903–1957), konstnär
- Bryan Johansson (född 1995), fotbollsspelare
- Börje Johansson (olika betydelser), flera personer
  - Börje Johansson (född 1954), ishockeydomare
  - Börje Johansson (ekonom) (1945–2020), professor
  - Börje Johansson (friidrottare) (född 1942), trestegshoppare
  - Börje Johansson (fysiker) (född 1942), materialteoretiker

### C
- Calle Johansson (född 1967), ishockeyspelare, tränare, expertkommentator
- Calle Johansson (konstnär)
- Camilla Johansson (född 1976), friidrottare
- Camilla Johansson (fotbollsspelare) (född 1989), fotbollsspelare
- Cari Johansson (1911–1979), musikolog och bibliotekarie
- Carina Johansson (född 1959), skådespelare
- Carina M. Johansson
- Carita Johansson (född 1964), lärare och facklitterär författare
- Carl Johansson, flera personer
  - Carl Johansson (borgmästare)
  - Carl Johansson (folklivsforskare) (1901–1983)
  - Carl Johansson (fotbollsspelare född 1994)
  - Carl Johansson (fotbollsspelare född 1998)
  - Carl Johansson (född 1906) (1906–1993)
  - Carl Johansson (konstnär) (1863–1944)
  - Carl Johansson, militär och politiker
  - Carl Johansson (1856–1940), socialdemokratisk politiker, Helsingborg
  - Carl Johansson (socialdemokrat) (1900–1980), socialdemokratisk politiker, Orust
  - Carl Johansson i Avlösa (1851–1913), hemmansägare och politiker
  - Carl Johansson i Berga (1852–1917), lantbrukare och politiker
  - Carl Johanson i Gäre (1851–1933), lantbrukare och politiker, liberal
  - Carl Johanson i Hansjö (1831–1886), hemmansägare och politiker
  - Carl Johanson i Hörninge (1871–1924), lantbrukare och politiker, bondeförbundare
- Carl-Axel Johansson (född 1947), moderatpolitiker
- Carl August Johansson (orgelbyggare) (1824–1899), orgelbyggare
- Carl Edvard Johansson (1864–1943), ingenjör, uppfinnare, "Mått-Johansson"
- Carl-Erik Johansson (1902–1980), parkförman och socialdemokratisk politiker
- Carl Fredrik Johanson (1876–1936), ämbetsman
- Carl Gustav Johansson (1882–1971), socialdemokratisk kommunalpolitiker, Söderhamn
- Carl-Harald Johansson (1884–1957), skådespelare
- Carl Hugo Johansson (1898–1982), fysiker, sprängningsexpert, professors namn
- Carl Johan Johansson i Olstorp (1858–1924), lantbrukare och politiker, liberal
- Carl Johan Johansson i Uppmälby (1867–1941), hemmansägare och socialdemokratisk politiker
- Carl Oscar Johansson (1875–1938), kamrerare och socialdemokratisk politiker
- Caroline Johansson Kuhmunen (född 1989), sångare
- Catrine Johansson (född 1991), fotbollsspelare
- Cecilia Johansson (född 1939), silversmed
- Charlotta Johansson (född 1970), friidrottare, sprinter
- Christer Johansson
- Christer Johansson (konstnär)
- Christer Johansson (skidåkare)
- Christer Olov Johansson
- Christian Johansson (1817–1903), balettdansare och balettmästare
- Christin Johansson (född 1978), långdistanslöpare
- Christina Johansson, flera personer
  -   (född 1963), "Kicki"
  - Christin Johansson (facklig ledare) (aktiv 2001–2012), socionom
  - Christina Johansson (löpare) (aktiv omkring 1980), maratonlöpare
- Christoffer Johansson (född 1983), handbollsspelare
- Claes Johansson, flera personer
  - Claës Johansson (1850–1924), präst
  - Claes Johansson (brottare) (1884–1949), brottare
  - Claes Johansson (journalist) (född 1967), författare och journalist
- Clara Johansson (1902–1992), konditor och poet
- Conny Johansson (född 1971), fotbollsspelare
- Curt Johansson (född 1942), friidrottare, sprinter
- Curt Johansson (militär)
- Curt Johansson (missionär)
- Cyrillus Johansson (1884–1959), arkitekt

### D
- Dan Johansson (född 1961), skådespelare
- Dan Johansson (speldesigner) (född 1977), speldesigner
- Daniel Johansson, flera personer
  - Daniel Johansson (fotbollsspelare) (född 1987)
  - Daniel Johansson (ishockeyspelare) (född 1981)
  - Daniel Johansson (operasångare) (född 1980)
  - Daniel Frid Johansson (1866–1947), spelman
- David Johansson, flera personer
  - David Johansson (fotbollsspelare) (född 1982), senare David Lidholm
  - David Johansson (fotbollsspelare född 1992)
  - David Johansson (längdskidåkare) (1926–2005)
  - David Johansson (kemist) (1892–1943), kemist
- Donald Johanson (född 1943), amerikansk antropolog och arkeolog
- Douglas Johansson (född 1960), skådespelare

### E
- Edith Johansson
- Edvard Johanson (1882–1936) ordförande i LO, socialdemokratisk politiker
- Edvard Johansson
- Edward Johansson (aktiv 1899–1902), friidrottare, långdistanslöpare
- Einar Johansson (1889–1972), snickare, socialdemokratisk politiker
- Einar Johansson, fotbollsmålvakt
- Elias Johansson
- Elin Johansson, flera personer
  - Elin Johansson (författare) (född 1978)
  - Elin Johansson (kampsportare) (född 1990), taekwondoutövare
- Elis Johansson (1923–2019), bandyspelare
- Ellen Johansson (1912–1989), missionär och barnmorska
- Elof Johansson (1936–2022), läkare, gynekolog, professor
- Elof Johansson (fackföreningsman) (1866–1941), fackföreningsfunktionär
- Elsa Johansson (1888–1981), vävare, socialdemokratisk politiker
- Elsa Nanna Johansson (1906–1972), dömd för sabotageförberedelser
- Elsie Johansson (1931–2025), författare
- Emanuel Johansson (1885–1972), konstnär
- Emelie Johansson (född 1990), fotbollsspelare
- Emil Johansson, flera personer
  - Emil Johansson (född 1986), fotbollsspelare
  - Emil Johansson (innebandyspelare)
  - Emil Johansson (ishockeyspelare)
  - Emil Johanson (socialdemokrat) (1885–1954), överlärare och socialdemokratisk politiker
- Emil Johanson-Thor (1889–1958), målare, grafiker, professor
- Emma Johansson (född 1983), cyklist
- Emma Johansson (orienterare)
- Eric Johansson, flera personer
  - Eric Johansson (1896–1979), konstnär och grafiker
  - Eric Johansson (1905–1973), typograf och socialdemokratisk politiker
  - Eric Johansson (ishockeyspelare) (född 1982), svensk-kanadensisk ishockeyspelare
- Erica Johansson (född 1974), friidrottare
- Erica Udén Johansson
- Erik Johansson, flera personer
  - Erik Johansson (1885–1960), fackföreningsman och kommunalpolitiker
  - Erik Johansson (författare) (1914–2013), arbetarförfattare
  - Erik Johansson (författare, född 1973)
  - Erik Johansson (ingenjör) (1893–1973), motorkonstruktör
  - Erik Johansson (skådespelare), flera personer
    - Erik Johansson (skådespelare, 1891–1939)
    - Erik Johansson (skådespelare, född 1979)

  - Erik Johansson (Vasa)
  - Idrottare:
    - Erik "Snejsarn" Johansson (1900–1983), fotbollsspelare
    - Erik "Kusken" Johansson (1904–1932), fotbollsspelare
    - Erik Johansson (fotbollsspelare född 1976)
    - Erik Johansson (fotbollsspelare) (född 1976), fotbollsspelare, "Samba-Erik"
    - Erik Johansson (fotbollsspelare född 1988)
    - Erik Johansson (född 1988), fotbollsspelare, senare gift Berg
    - Erik Johansson (ishockeyspelare)  (1927–1992), "Epa"
    - Erik Johansson (långdistanslöpare)
    - Erik Johansson (orienterare) (aktiv 1975–1976)

  - Politiker:
    - Erik Johansson i Simrishamn (1923–2006), arbetsförmedlare och socialdemokratisk politiker
    - Erik Johansson i Öckerö (1891–1945), fiskare och socialdemokratisk politiker
- Erik Gustaf Johansson (1864–1946), lantbrukare och socialdemokratisk politiker
- Erica Johansson
- Erland Johansson, fotbollsspelare
- Erling Johansson
- Eva Johansson, flera personer
  - Eva Johanson (1924–2010), psykiater
  - Eva Johansson (politiker) (född 1947), socialdemokratisk politiker, Stockholms län
  - Eva Johansson (simhoppare), (1955–2015)
  - Eva Johansson (översättare), (född 1954)
  - Ewa Johansson (född 1964), sprinter och häcklöpare
  - Ewa Christina Johansson (född 1964), författare av barn- och ungdomsböcker

### F
- Ferdinand Johansson (1860–1926), språkforskare
- Filip Johansson (1902–1976), bandy- och fotbollsspelare, "Svarte Filip"
- Filip Johansson (ishockeyspelare)
- Folke Johansson, flera personer
  - Folke Johansson (generaldirektör) (1899–1972), skogsvetare och ämbetsman
  - Folke Johansson (konstnär) (1912–1981), konstnär
  - Folke Johansson (tidningsman) (1929–2025), chefredaktör för Upsala Nya Tidning
  - Folke Johansson (Ängel)
- Frank Johanson
- Frans August Johansson (1850–1910), teolog
- Frans Wilhelm Johansson (1851–1922), egnahemsrörelsegrundare, tidskriftsredaktör och kakelugnsmakare
- Fred Johanson (född 1969), musikalartist
- Fredrik Johansson, flera personer
  - Fredrik Johansson (friidrottare) (född 1986), sprinter
  - Fredrik Johansson (ishockeyspelare)
  - Fredrik Johansson (jockey) (född 1971)
  - Fredrik Johansson (maratonlöpare)
  - Fredrik Johansson (orienterare) (född 1986)
  - Fredrik Edvard Johansson
- Frida Johansson (född 1970), friidrottare, häcklöpare
- Fridolf Johansson (1891–1955), brukstjänsteman, folkpartistisk politiker

### G
- Gabriel Johansson (född 1965), fotbollsspelare
- Georg Johansson (fotbollsspelare) (1910–1996), fotbollsspelare i IK Brage
- Georg Johansson (pastor) (1918–1995), pastor inom Pingströrelsen
- Georg Johansson-Brandius (1898–1964), friidrottare, bandy- och ishockeyspelare
- George Johansson (född 1946), författare av barn- och ungdomsböcker
- Germund Johansson (född 1969), friidrottare, längdhopp och tresteg
- Gerry Johansson (född 1945), fotograf
- Glenn Johansson (1956–2014), ishockeyspelare
- Gotthard Johansson (1891–1968), författare och redaktör
- Greger Johansson (född 1942), konstnär
- Greta Johansson (1895–1978), simhoppare och simmare
- Gullan Johansson (1914–2000), konstnär
- Gun Johansson (född 1943), friidrottare, diskus
- Gun Johansson (textilkonstnär) (född 1935), textilkonstnär
- Gunde Johansson (1922–1995), vissångare, musiker, tonsättare
- Gundla Johansson (1880–1972), översättare
- Gunilla Johansson (född 1965), skådespelare
- Gunn Johansson (född 1941), psykolog
- Gunnar Johansson, flera personer
  - Gunnar Johansson (fotbollsspelare) (1924–2003)
  - Gunnar Johansson (journalist) (1903–1942), finländsk journalist
  - Gunnar Johansson (konstnär) (1916–1996), målare och tecknare
  - Gunnar Johansson (musiker) (1906–1991), musiker, kapellmästare, tonsättare
  - Gunnar Johansson (psykolog) (1911–1998), psykolog, professor
  - Gunnar Johansson (skådespelare) (1925–1998)
  - Gunnar Johansson (vattenpolospelare) (född 1957)
  - Gunnar L. Johansson (1928–2023), ingenjör och företagsledare i Volvo
- Gustaf Johansson, flera personer
  - Gustaf Johansson (1864–1946), riksdagspolitiker
  - Gustaf Johansson (biskop) (1844–1930), finländsk teolog och ärkebiskop
  - Gustaf Johansson (borgmästare) (1896–1956), borgmästare
  - Gustaf Johansson (fotbollsspelare) (1893–1979), fotbollsspelare
  - Gustaf Johansson (journalist) (1880–1959), finländsk journalist
  - Gustaf Johansson (poet) (1891–1925), poet och författare
  - Gustav Johansson (riksdagsman) (1895–1971), charkuteriarbetare, journalist, redaktör, kommunistisk riksdagsman
  - Gustaf "Lulle" Johansson (1900–1971), journalist, ishockey- och bandyspelare
  - Gustaf Alfred Johansson (1833–1916), byggmästare
  - Gustaf Emanuel Johansson (1884–1959), kompositör och sångtextförfattare
  - Gustav Johansson (Tre Rosor) (1531–1566), greve och riksråd
  - Gustav-Adolf Johansson (1912–2011), konstnär
  - Gustav Waldemar Johansson (född 1928), lantbruksforskare och professor
- Göran Johansson, flera personer
  - Göran Johansson (centerpartist) (född 1937), centerpartistisk politiker
  - Göran Johansson (ishockeyspelare) (född 1963), ishockeyspelare
  - Göran Johansson (socialdemokrat) (1945–2014), socialdemokratisk kommunpolitiker i Göteborg
  - Göran Johansson (utredare) (född 1947), statlig utredare
  - Göran "Fiskarn" Johansson (född 1945), bandymålvakt
- Gösta Johansson, flera personer
  - Gösta Johansson (kommunaltjänsteman) (1894–1965), kommunaltjänsteman
  - Gösta Johansson (båtbyggare) (1909–1993), båtbyggare
  - Gösta Johansson (målare) (1919–2019), konstnär och trädgårdsmästare
  - Gösta "Lill-Lulle" Johansson (1929–1997), ishockeyspelare
- Göte Johansson, flera personer
  - Göte Johansson (företagsledare) (1911–1981), VD för Algots
  - Göte Johansson (radiofigur), fiktiv person, aktiv i radio på 1980-talet

### H
- Hannes Johansson
- Hans Johansson, flera personer
  - Hans Johanson (1897–1955), konstnär, senare Hans Norsbo
  - Hans Johansson (bandyspelare)
  - Hans Johansson (formgivare)
  - Hans Johansson, (född 1945), fotbollsspelare
  - Hans Johansson (fotbollstränare) fotbollstränare
  - Hans Johansson (konstnär) (född 1954), konstnär
  - Hans Johansson (predikant) (1950–2008), teolog, predikant, författare
  - Hans Johansson (ryttare)
  - Hans Johansson (översättare)
  - Hans Elis Johansson (född 1962), bandyspelare
  - Hans-Göran Johansson (född 1958), centerpartistisk kommunalpolitiker, Värnamo
  - Hans-Olof Johansson (1936–2022), friidrottare, 400 m och längdhopp
- Harald Johansson (1880–1931), geolog och botaniker
- Harry Johansson, flera personer
  - Harry "Båten" Johansson (1909–1967), fotbollsspelare
  - Harry Johansson (cirkusdirektör) (1917–1998), akrobat och cirkusdirektör
  - Harry Johansson (friidrottare) (aktiv 1921–1923), höjdhoppare
- Hasse Johanson
- Helen A. Johansson (född 1961), travkusk
- Helena Johansson Lindell
- Helene Johansson (född 1965), fotbollsspelare
- Helge Johansson, flera personer
  - Helge "Dempsey" Johansson (1905–1937), ishockeyspelare
  - Helge Johansson (1886–1926), målare
  - Helge Johansson (1908–1973), skulptör
- Helmer Johansson (1895–1955), hemmansägare, politiker, bondeförbundare
- Hemming Johansson (1869–1955), ingenjör och företagsledare
- Henka Johansson, trumslagare
- Henna Johansson (född 1991), brottare
- Henrik Johansson, flera personer
  - Henrik Johansson (fotbollsspelare)
  - Henrik Johansson (skådespelare)
- Henry Johansson, flera personer
  - Henry Johansson (ishockeyspelare) (1897–1979)
  - Henry Johansson (politiker) (1889–1958), direktör, socialdemokratisk politiker, Göteborg
- Herbert Johanson
- Hilding Johansson, flera personer
  - Hilding Johansson (politiker) (1915–1994), socialdemokratisk politiker, Trollhättan
  - Hilding Johansson (teolog) (1918–1993), kyrkohistoriker och skolman
- Hilmer Johanson
- Hilmer Johansson (1887–1972), direktör, politiker, folkpartist
- Hjalmar Johansson, flera personer
  - Hjalmar Johansson (båtbyggare) (1897–1994), båtbyggare
  - Hjalmar Johansson (idrottsman) (1874–1957), simmare, simhoppare, friidrottare
  - Hjalmar Johansson (organist) (1887–1965), organist, arrangör
  - Hjalmar Johansson (vävmästare)
- Holger Johansson, senare Jernsten (1911–1992), fotbollsspelare
- Hugo Johansson (1887–1977), sportskytt

### I
- Inez-Martha Johansson
- Inga-Britt Johansson (1937–2021), socialdemokratisk politiker, Göteborg
- Inga Lill Johansson (född 1959), sångerska
- Inga-Lisa Johansson (1945–2024), företagsledare
- Inge Johansson (född 1977), musiker
- Inge Johansson (folkbildare) (född 1916), folkbildare och hedersdoktor
- Ingemar Johansson, flera personer
  - Ingemar Johansson (1932–2009), boxare, världsmästare i tungvikt
  - Ingemar Johansson (1945–2014), författare, översättare, förläggare
  - Ingemar Johansson (1924–2009), gångare
- Inger Johansson (född 1947), översättare
- Ingmar Johánsson (född 1952), sångare, gospelartist, präst
- Ingrid Johansson (född 1965), fotbollsspelare
- Ingvar Johansson (militär) (1925–2017)
- Ingvar Johansson (orgelbyggare) (1928–1994)
- Iréne Johansson
- Iris Johansson (född 1945), handledare, lärare, författare, antroposof
- Irma Johansson (född 1932), längdskidåkare
- Ise Johansson
- Ivar Johansson, flera personer
  - Ivar Johansson (brottare) (1903–1979)
  - Ivar Johansson (genetiker) (1891–1988), genetiker, professor i husdjurens avels- och raslära
  - Ivar Johansson (konstnär)
  - Ivar Johansson (politiker) (1899–1994), hemmansägare, centerpartistisk politiker
  - Ivar Johansson (regissör) (1889–1963), regissör, manusförfattare
- Iwan Johansson

### J
- Jacob Johansson
- Jai Johanny Johanson (född 1944), amerikansk trumslagare och percussionist
- Jakob Johansson
- Jakob Johansson (född 1979), ishockeyspelare
- Jakob Johansson (född 1990), fotbollsspelare
- Jan Johansson, flera personer
  - Jan Johansson (1931–1968), jazzpianist, arrangör och kompositör
  - Jan Johansson (född 1958), musiker, kompositör, producent och pedagog verksam i USA
  - Jan Johansson (bandyspelare) (född 1935), köpman och bandyspelare
  - Jan Johansson (glaskonstnär) (1942–2018)
  - Jan Johansson (professor) (född 1949), professor i arbetsvetenskap
  - Jan "Habo" Johansson
  - Jan A. Johansson (1951–2016), tidningsman
  - Jan Emanuel Johansson (född 1974), företagare och socialdemokratisk politiker
  - Jan-Olof Johansson (född 1948), biskop i Växjö stift
- Jay-Jay Johanson (född 1968), musiker
- Jennie Johansson (född 1988), simmare
- Jenny Johansson (född 1977), orienterare
- Jenny Johansson (friidrottare)
- Jens Johansson (född 1963), keyboardist
- Jens Johansson (ishockeyspelare)
- Jens M. Johansson (född 1971), norsk journalist och författare
- Jerry Johansson (född 1974), jazzgitarrist, sitarspelare, kompositör
- Jesper Johansson
- Joachim Johansson  (född 1982), tennisspelare, "Pim-Pim"
- Joakim Johansson
- Joakim Johansson (friidrottare)
- Jocke Johansson
- Joel Johansson, flera personer
  - Joel Johansson (född 1986), fotbollsspelare, bytte 2015 namn till Joel Anell
  - Joel Johansson (friidrottare)  (född 1972), hinderlöpare
  - Joel Johansson (ishockeyspelare)  (född 1990), ishockeyspelare
- Johan Johansson, flera personer
  - Johan "Tomten" Johansson (1936–2008), hammarbysupporter
  - Johan Johansson (finländsk politiker) (född 1967)
  - Johan Johansson (fotbollsspelare) (född 1966)
  - Johan Johansson (konstnär) (1879–1951)
  - Johan Johansson (musiker) (född 1961)
  - Johan Johansson (publicist) (1792–1860)
  - Johan Johansson i Boden
  - Johan Johansson i Hornsberg (1874–1940), lärare och liberal politiker
  - Johan Johansson i Kälkebo (1868–1928), lantbrukare och politiker
  - Johan Johansson i Noraskog (1840–1905), kulturforskare, bergsman och politiker
  - Johan Johansson i Stockholm (1826–1907), direktör och liberal politiker
  - Johan Johanson i Tväråselet (1870–1949), hemmansägare och politiker, bondeförbundare
  - Johan Johanson i Valared (1850–1915), lantbrukare och politiker
  - Johan Johansson i Öjebyn (1853–1929), lantbrukare och politiker (Nya lantmannapartiet)
  - Johan Alrik Johansson (1856–1914), lantbrukare, ingenjör och politiker
  - Johan August Johansson, flera personer
    - Johan August Johansson (1842–1917), jurist och politiker
    - Johan August Johansson (1855–1928), politiker

  - Johan Bernhard Johansson (1877–1949), lantbrukare och politiker, högerman
  - Johan Erik Johansson  (1862–1938), fysiolog, professor
  - Johan Erik Bertrand Johansson (1887–1970), svensk-amerikansk elektroingenjör
  - Johan Fredrik Johansson (1810–1871), präst, filolog och skolman
  - Johan Magnus Johansson (1843–1922), lantbrukare, handelsman och politiker
  - Johan Peter Johanson (1850–1938), halländsk gåramålare
  - Johan Petter Johansson (1853–1943), uppfinnare
  - Johan-Olov Johansson (1874–1955), politiker, författare, sångtextförfattare
- Jóhann Jóhannsson (född 1969), isländsk musiker, kompositör och musikproducent
- Johannes Johansson, flera personer
  - Johannes Johansson (fotbollsspelare)
  - Johannes Johansson (teolog) (1867–1947), skolman, teolog och hymnolog
  - Johannes Johansson (tonsättare) (1951–2012), tonsättare, organist, högskolerektor
  - Johannes Johansson i Mjöbäck (1821–1881), bildhuggare
- John Johansson, flera personer
  - John Johansson (konstnär) (1894–1939)
  - John Johansson (1882–1948), lantbrukslärare och ungdomsledare
  - John Johanson (1875–1961), banktjänsteman och oratoriesångare
  - John Johansson (1894–1961), fotbollsspelare i Gais
  - John Johansson (1895–1979), fotbollsspelare i Gårda BK
  - John Johansson i Brånsta (1894–1954), lantbrukare och centerpartistisk politiker
  - John Johansson i Gränö (1904–1995), hemmansägare och centerpartistisk politiker
  - John Johansson i Stockholm (1872–1960), fackföreningsordförande och politiker
- Jonas Johansson, flera personer
  - Jonas Johansson (ishockeymålvakt) (född 1995)
  - Jonas Johansson (ishockeyspelare född 1982)
  - Jonas Johansson (ishockeyspelare född 1984)
  - Jonas Johansson (skidskyttetränare) (född 1982)
- Jonatan Johansson, flera personer
  - Jonatan Johansson (fotbollsspelare) (född 1975), finländsk fotbollsspelare
  - Jonathan Johansson (musiker) (född 1980), singer-songwriter
  - Jonatan Johansson (snowboardåkare) (1980–2006)
- Josef Johansson
- Josefin Johansson (född 1982), komiker, sångerska, journalist
- Josefin Johansson (född 1988), fotbollsspelare
- Josefin Johansson (född 1980), manusförfattare och regissör
- Josefina Johansson (född 1974), komiker, skådespelare, programledare, teaterarbetare
- Julius Johansson (född 2000), fotbollsspelare
- Jörgen Johansson, flera personer
  - Jörgen Johansson (född 1959), bandyspelare
  - Jörgen Johansson (1947–2010), centerpartistisk politiker

### K
- K. Albin Johansson
- Kalle Johansson, flera personer
  - Kalle Johansson (artist)
  - Kalle Johansson (orienterare), flera personer
- Karin Johansson (född 1956), kristdemokratisk politiker
- Karin Johansson (kanotist) (född 1986), kanotist
- Karl Johansson, flera personer
  - Karl Johansson (botaniker) (1856–1928)
  - Karl Johanson (högerpolitiker) (1876–1954), Skaraborgs län
  - Karl Johansson (ishockeyspelare)
  - Karl Johansson (orienterare född 1940)
  - Karl Johanson i Vännäs (1881–1965), lokförare, socialdemokratisk politiker
  - Karl Edvard Johansson (1882–1936), fackföreningsman och politiker
  - Karl-Erik "Örn-Kalle" Johansson (1948–2017), backhoppare
  - Karl-Erik Johansson (tidningsman) (1934–2019)
  - Karl Erik Johansson (zoolog) (1891–1982),
  - Karl Fredrik Johansson (1866–1933), bergsingenjör och mineralog
  - Karl G. Johansson
  - Karl-Ingemar Johansson (1927–1997), silversmed, målare och grafiker
  - Karl Johan Johansson i Björksnäs (1823–1895), lantbrukare och politiker
  - Karl Martin Johansson
  - Karl O. Johansson
  - Karl Witus Johansson
- Karolin A. Johansson
- Kennet Johansson (född 1954), ämbetsman
- Kenneth Johansson (1956–2021), centerpartistisk politiker
- Kenneth Johansson (friidrottare) (1930–1966), friidrottare, 110 m häck
- Kenneth Johansson (ishockeymålvakt)
- Kent Johansson (född 1956), ishockeytränare
- Kent Johansson (politiker)
- Kent-Olle Johansson (född 1960), brottare
- Kersti Johansson (1926–2005), lantbrukare och centerpartistisk politiker
- Kerstin Johansson
- Kerstin Johansson i Backe (1919–2008), författare
- K. G. Johansson (född 1952), författare
- Kicki Johansson (född 1962), basketspelare
- Kim Johansson, flera personer
  - Kim Johansson (ishockeyspelare född 1988)
  - Kim Johansson (ishockeyspelare född 1998)
- Kjell Johansson, flera personer
  - Kjell Johansson (bordtennisspelare) (1946–2011), bordtennisspelare
  - Kjell Johansson (fotbollsspelare) (född 1953), fotbollsspelare och tränare
  - Kjell Johansson (författare) (född 1941), författare
  - Kjell Johansson (förlagsman) (född 1939), förlagsman och översättare
  - Kjell Johansson (politiker) (1933–2014), fabrikör och folkpartistisk politiker
  - Kjell Johansson (tennisspelare) (född 1951), tennisspelare
  - Kjell A. Johansson (1935–2021), författare
  - Kjell E. Johanson (1933–2007), nykterhetsivrare, författare och vänsterpartistisk politiker
  - Kjell-Åke Johansson (född 1955), kriminell
- Klara Johanson (1875–1948), litteraturkritiker och essäist
- Knut Johansson, flera personer
  - Knut Johansson (1911–1997), fackföreningsman och socialdemokratisk politiker
- Krister Johansson
- Kristian Johansson (1907–1984), norsk backhoppare
- Kristiern Johansson (Vasa)
- Kurt Johansson, flera personer
  - Kurt Johansson (matematiker) (född 1960), professor
  - Kurt Johansson (militär) (1920–2016)
  - Kurt Johansson (sportskytt) (1914–2011)
  - Kurt Johansson (ämbetsman) (1926–2020)
  - Kurt Ove Johansson (född 1934), socialdemokratisk politiker

### L
- Lars Johansson, flera personer
  - Lars Johansson (1638–1674), författare känd under pseudonymen Lasse Lucidor
  - Lars Johansson (militär) (född 1950), officer i flygvapnet
  - Lars Johansson (redare) (1923–2001)
  - Lars Johansson (regissör) (född 1953), regissör, producent och manusförfattare
  - Lars Anders Johansson (född 1981), musiker, poet och journalist
  - Lars Martin Johansson
  - Lars-Olof Johansson, flera personer
    - Lars-Olof Johansson (militär) (född 1949)
    - Lars-Olof Johansson (musiker) (född 1973), musiker i The Cardigans

  - Lars S Johansson (född 1944), konstnär
  - Lars T. Johansson (född 1954), skådespelare, vissångare, kompositör
  - Lars Yngve Johansson (född 1966), manusförfattare, kompositör, trumslagare
- Lars-Yngve Johansson
  - Idrottare:
    - Lars Johansson (ishockeyledare)  (född 1970)
    - Lars Johansson (ishockeymålvakt)  (född 1987)
    - Lasse Johansson (född 1975), fotbollsspelare, tränare och socialdemokratisk politiker

  - Politiker:
    - Lars Johansson (född 1962), centerpartistisk kommunalpolitiker, Västerås, nu Lars Kallsäby
    - Lars Johansson (L)  (aktiv 1985–1986), folkpartistisk politiker
    - Lars Johansson (socialdemokrat) (född 1950), socialdemokratisk politiker
    - Lars Johansson (v) (aktiv 1973–1981), kommunistisk politiker
    - Larz Johansson (född 1937), centerpartistisk politiker
- Leif Johansson, flera personer
  - Leif Johansson (född 1951), företagsledare
  - Leif Johansson (fotbollsspelare)
  - Leif Johansson (ishockeyspelare född 1964)
  - Leif Johansson (musiker) (född 1945), trumslagare
  - Leif Johansson (tennisspelare) (född 1952)
- Lena Johansson, flera personer
  - Lena Johansson (höjdhoppare) (född 1979)
  - Lena Johansson (längdhoppare) (aktiv 1976–1979), längdhoppare
- Lennart Johansson, flera personer
  - Lennart Johansson (1929–2019), idrottsledare
  - Lennart Johansson (fotbollsspelare, 1935–2005)
  - Lennart Johansson (ingenjör) (1921–2008), ingenjör och företagsledare (SKF)
  - Lennart Johansson (ishockeyspelare) (1941–2010), ishockeyspelare och tränare
  - Lennart Johansson (militär) (född 1942), militär
  - Lennart Johansson (radiofysiker) (1951–2020), professor
  - Lennart Johansson i Fårekulla (1884–1974), lantbrukare och politiker, högerman
  - Lennart F Johansson (1922–1980), författare
- Levi Johansson (1880–1955), folkskollärare, folklivsforskare och konstsmed
- Levin Johansson (1860–1954), orgelbyggare
- Lilian Johansson (född 1948), skådespelare
- Lina Johansson, flera personer
  - Lina Johansson (fotbollsspelare född 1981)
  - Lina Johansson (fotbollsspelare född 1988)
- Linna Johansson (född 1978), journalist, feministisk debattör och ledarskribent
- Linus Johansson
- Lisa Johansson, flera personer
  - Lisa Johansson (författare och konstnär) (1894–1982)
  - Lisa Johansson (ishockeyspelare)
  - Lisa Johansson (konstnär) (1879–1955), miniatyrmålare
  - Lisa Johansson (riksdagsledamot) (1901–1994), barnavårdsman och socialdemokratisk politiker
  - Lisa Johansson-Pape (1907–1989), finländsk glaskonstnär
- Lisbeth Johansson, chefsåklagare
- Lisbeth Johansson (skådespelare) (född 1959), skådespelare
- Ludvig Johansson (1865–1929), zoolog
- Ludvig Johansson (präst) (1845–1912), kyrkoherde och politiker

### M
- Magnus Johansson, flera personer
  - Magnus "Lill-Tidan" Johansson
  - Magnus Johansson (handbollsspelare)
  - Magnus Johansson (ishockeyspelare) (född 1973)
  - Magnus Johansson (musiker) (född 1962)
  - Magnus Johansson (miljöpartist) (född 1978), miljöpartistisk kommunalpolitiker, Eskilstuna
  - Magnus Johansson (trumpetare) (född 1961)
  - Magnus "Bagarn" Johansson (född 1969), handbollstränare
  - Magnus "Ölme" Johansson (född 1971), fotbollstränare och spelare
- Maj-Britt Johansson (1955–2021), professor i skoglig marklära, högskolerektor
- Maj-Lise Johansson (1915–2001), kristen sångerska
- Maja Johansson (född 1986), fotbollsspelare, skribent
- Maja Johansson (född 2005), fotbollsspelare
- Majken Johansson (1930–1993), författare och översättare, frälsningssoldat
- Majken Johansson (konstnär)
- Mange Johansson, programledare i kommersiell radio
- Marcus Johansson (född 1990), ishockeyspelare
- Marcus Johansson (fotbollsspelare) (född 1994)
- Marcus Johansson (fotbollsspelare född 1993)
- Maria Johansson (född 1956), skådespelare, regissör och professor
- Maria Johansson (musiker)
- Maria Johansson (1918–2002), gatumusikant, "Marias enmansorkester"
- Marie Johansson
- Marie Johansson Flyckt
- Marie-Ann Johansson (1946–2013), vänsterpartistisk politiker
- Marika Johansson (född 1970), friidrottare, sprinter
- Marko Johansson
- Markus ”Knappen” Johansson, programledare och underhållare
- Markus Johansson (släggkastare)
- Martin Johansson, flera personer
  - Martin Johansson (bandyspelare)
  - Martin Johansson (biskop) (1837–1908), biskop i Härnösand
  - Martin Johansson (författare) (född 1973), författare av böcker om brödbakning
  - Martin Johansson (ishockeyspelare) (född 1975)
  - Martin Johansson (ishockeyspelare född 1987)
  - Martin Johansson (orienterare) (född 1984)
  - Martin Johansson (skridskoåkare)
- Martina Johansson
- Martina Johansson (politiker)
- Mary Johansson (aktiv 1940–1945), friidrottare, spjutkastare
- Mathias Johansson (född 1974), ishockeyspelare
- Mathilde Johansson (född 1985), svensk-fransk tennisspelare
- Mats Johansson, flera personer
  - Mats Johansson (journalist) (1951–2017), journalist, författare, moderatpolitiker
  - Mats Johansson (regissör) (1925–2022), regissör, teaterchef
- Mattias Johansson, flera personer
  - Mattias Johansson (bandyspelare)
  - Mattias Johansson (fotbollsspelare född 1973)
  - Mattias Johansson (fotbollsspelare född 1992)
  - Mattias Johansson (handbollsspelare) (född 1991)
  - Mattias Johansson (thaiboxare) (född 1987)
  - Mattias Bäckström Johansson
- Mauritz Johansson (1881–1966), sportskytt
- Mikael Johansson, flera personer
  - Michael Johansson (aktiv på 1960-talet), sångare
  - Michael Johansson (ishockeyspelare) (född 1974)
  - Micke Johansson (född 1966), sångare i punkband
  - Mikael Johansson (fotbollsspelare) (född 1956)
  - Mikael Johansson (ishockeyspelare född 1963)
  - Mikael Johansson (ishockeyspelare född 1966)
  - Mikael Johansson (ishockeyspelare född 1981)
  - Mikael Johansson (ishockeyspelare född 1985)
  - Mikael Johansson (ishockeyspelare född 1995)
  - Mikael Johansson (politiker) (född 1960), miljöpartistisk politiker
- Mona Johansson
- Morgan Johansson (född 1970), socialdemokratisk politiker, folkhälsominister
- Morgan Johansson (fotbollsspelare)
- Morgan "Mojje" Johansson (född 1972), musiker, sångare och programledare
- Mortimer Johansson (1877–1958), ämbetsman
- Måns Johansson (Natt och Dag)
- Märta Johansson (1935–2023), socialdemokratisk politiker

### N
- Nanna Johansson (född 1986), serieskapare och programledare i radio
- Natan Johansson (1893–1951), konstnär
- Niklas Johansson, flera personer
  - Nicklas Johansson (född 1984), ishockeyspelare
  - Niklas Johansson (handbollsspelare) (född 1978), handbollsspelare
  - Niklas Johansson (ishockeyspelare) (född 1985), ishockeyspelare
- Nils Johansson, flera personer
  - Nils Johansson (1902–1954). målare
  - Nils Johansson (1922–2014), målare
  - Nils Johansson (botaniker) (1893–1939)
  - Nils Johansson (orgelbyggare) (1892–1976)
  - Nils Johansson (teolog) (1900–1985), domprost
  - Nils Johansson i Brånalt (1864–1941), politiker, bondeförbundare
  - Nils "Björnungen" Johansson (1904–1936), ishockeymålvakt
  - Nils "Nicke" Johansson (född 1938), ishockeyspelare
  - Nils "Nippe" Johansson, fotbollsspelare
  - Nils "Tidan" Johansson (1934–2025), fotbollsspelare
  - Nils "Tvilling" Johansson (1918–2006), fotbollsspelare
  - Nils E. Johansson (född 1950), målare och grafiker
  - Nils-Eric Johansson (född 1980), fotbollsspelare
- Noél Alm Johansson (född 1969), innebandytränare

### O
- Ola Johansson, flera personer
  - Ola Johansson (bandyspelare) (född 1957), bandyspelare
  - Ola Johansson (politiker) (född 1960), centerpartistisk riksdagsledamot, Hallands län
- Olle Johansson, flera personer
  - Olle Johansson (agronom) (1918–1998), professor
  - Olle Johansson (docent), läkare, dermatolog
  - Olle Johansson (friidrottare) (1939–2023), höjdhoppare
  - Olle Johansson (författare) (född 1956)
  - Olle Johansson (musiker) (född 1946), domkyrkoorganist
  - Olle Johansson (skådespelare) (1934–2018), skådespelare, regissör och teaterchef
- Olof Johansson, flera personer
  - Olof Johansson (född 1937), centerpartistisk politiker, partiledare, miljöminister
  - Olof Johansson i Edsbyn (1867–1933), byggmästare och politiker, liberal
  - Olof Johansson i Öckerö (1897–1971), fiskare och folkpartistisk politiker
  - Olof Albert Johansson (1916–2007), dragspelare, känd som Olle Johnny
- Olov Johansson (född 1966), folkmusiker, nyckelharpspelare
- Oscar Johanson, flera personer
  - Oscar Johansson (företagare) (1881–1961)
  - Oskar Johansson (fotbollsspelare) (född 1990)
  - Oscar Johansson (fotbollsspelare)
  - Oscar Johanson (konstnär)
  - Oscar Johanson (politiker) (1870–1940), lantbrukare, folkpartist
  - Oscar Johanson (skådespelare) (1865–1943), operasångare och skådespelare
  - Oscar Vilhelm Johansson (1878–1956), finländsk meteorolog
- Oswald Johansson
- Otto Johansson
- Ove Johansson (född 1948), svensk-amerikansk utövare av amerikansk fotboll
- Ove Johansson (tyngdlyftare) (1943–2025)
- Owe Johansson (född 1939), silversmed

### P
- Paavo "Pekka" Johansson (1895–1983), finländsk friidrottare, senare Paavo Jaale
- Patrick Johansson (född 1963), bandyspelare
- Patrik Johanson (född 1987), handbollsspelare
- Patrik Johansson, flera personer
  - Patrik Johansson (bandyspelare)  (född 1988), "Putte"
  - Patrik Johansson (fotbollstränare) (född 1968), spelare, tränare och manager
  - Patrik Johansson (friidrottare) (född 1972), medeldistanslöpare
  - Patrik Johansson (kemist) (född 1969), materialforskare, professor i fysik
  - Patrik Johansson (skådespelare) (född 1972), skådespelare
- Paul Johansson (skådespelare) (född 1964), kanadensisk skådespelare
- Pedro Johansson (född 1957), musiker
- Peje Johansson (född 1961), radioprogramledare och musiker
- Per Johansson, flera personer
  - Per Johansson (fackordförande) (född 1960), pendeltågsförare
  - Per Johansson (fotbollsspelare född 1978)
  - Per Johansson (fotbollsspelare född 1989)
  - Per Johansson (författare)
  - Per Johansson (handbollstränare)
  - Per Johansson (revisor)
  - Per Johansson (simmare)
  - Per "Ruskträsk" Johansson (född 1969), saxofonist
  - Per "Texas" Johansson (musiker)
  - Per August Johansson (1859–1933), företagare
  - Per August Johansson (fackföreningsman) (1866–1933), fackföreningsman och tidningsekonom
  - Per Egon Johansson (född 1951), kristdemokratisk politiker och företagare
    - Per-Erik Johansson (1932–1998), häcklöpare, senare Per-Erik Brattnäs

  - Per Johan Johansson
  - Per-Johan Johansson (ishockeyspelare)
  - Per Magnus Johansson (född 1950), psykoanalytiker och idéhistoriker
  - Per-Olov Johansson
    - Per-Ulrik Johansson (född 1966), golfspelare

  - Per V. Johansson (född 1955), kontrabasist
- Pernilla Johansson (född 1975), kampsportare
- Peter Johansson, flera personer
  - Peter Johansson (artist) (född 1977), sångare, gitarrist, dansare, musikalartist
  - Peter Johansson (handbollstränare)
  - Peter Johansson (historiker) (född 1963), författare, museichef
  - Peter Johansson (konstnär) (född 1964), skulptör
  - Peter Johansson (konståkare) (född 1967)
  - Peter Johansson (kristen artist)
  - Peter Friis Johansson
  - Peter Gustav Johansson (född 1952), författare
- Petra Johansson
- Pia Johansson (född 1960), skådespelare, föreläsare och moderator
- Pia Johansson (illustratör) (född 1966), illustratör
- Piotr Johansson
- Pontiak Johanzon (född 1971), musiker
- Pär Johansson, flera personer
  - Pär Johansson (teaterman) (född 1970)
  - Pär Johansson (tonsättare)

### R
- Ragnar Johansson (1913–1997), konstnär, målare
- Ragnar Johansson (fotbollsspelare)
- Raymond Johansson
- Rebekah Johansson (1981–2011), glamourmodell och bloggare
- Reimer Johansson (1893–1967), lantbrukare, kommunalpolitiker, bondeförbundare, landshövding
- Reinhold Johansson
- Richard Johansson, flera personer
  - Richard Johansson (konstnär) (född 1966), skulptör och målare
  - Richard Johansson (konståkare) (1882–1952)
- Robert Johansson, flera personer
  - Robert Johansson (1911–2001), centerpartistisk politiker, senare Robert Dockered
  - Robert Johansson (backhoppare)
  - Robert Johansson (fotbollsspelare) (född 1980)
  - Robert Johansson (frälsningsofficer) (1906–1953), sångare, frälsningsofficer
  - Robert Johansson (konstnär)
  - Roberth Johansson (född 1947), kristen författare, låtskrivare, sångare, förlagsredaktör
  - Robert Johansson-Dahr (1862–1947), folkskoleinspektör och politiker, frisinnad
- Robin Johansson, flera personer
  - Robin Johansson (ikonmålare) (född 1979), svensk ikonmålare
  - Robin Johansson (e-sport) (född 1987), svensk fd professionell e-sportare
  - Robin Johansson (ishockeyspelare) (född 1990), professionell ishockeyspelare
  - Robin Johansson (ishockeymålvakt) (född 1995), ishockeymålvakt
- Roger Johansson  (född 1967), ishockeyspelare, Ragge"
- Roine Johansson (född 1955), sociolog, professor
- Roland Johansson (1930–2004), fotbollsspelare
- Roland Johansson (född 1941), skådespelare
- Roland S. Johansson (född 1950), fysiolog, professor
- Rolf Johansson, flera personer
  - Rolf Johansson (fotbollsspelare) (född 1936)
  - Rolf Johansson (författare) (född 1953)
  - Rolf Johansson (rullstolscurlare) (aktiv 2006)
  - Rolf Johansson (skådespelare) (född 1941)
  - Rolf "Lillkubben" Johansson (1935–1997), fotbollsmålvakt
- Ronny Johansson, flera personer
  - Ronny Johansson (dansare) (1891–1979), dansare och fridanspedagog
  - Ronny Johansson (kompositör) (född 1942), jazzpianist och kompositör
  - Ronny Johansson (musiker) (född 1977)
- Roy Johansson, fotbollsspelare
- Rudolf Johansson (1899–1994), medeldistanslöpare
- Rune Johansson, flera personer
  - Rune Johansson (1917–1975), politiker, ombudsman, socialdemokrat i Norrköping
  - Rune Johansson (1930–2014), verkmästare, politiker, socialdemokrat i Åmmål
  - Rune Johansson (författare) (1915–1983), författare och journalist, signaturen "Joson"
  - Rune Johansson (ishockeyspelare född 1920) (1920–1998)
  - Rune B. Johansson (1915–1982), socialdemokratisk politiker, statsråd
  - Rune Johansson (1925–2018), fotbollsspelare, senare Jingård
- Rut Johansson (1914–1998), barn- och ungdomspsykiater
- Ruth Johansson-Småårs
- Ryan Johansson

### S
- Sigfrid Adolf Johansson (1892–1974), socialdemokratisk kommunalpolitiker, Malmö
- Sally Johanson (1915–1984), textilexpert
- Sam Johansson
- Samuel Johansson (1898–1992), keramiker och medlem i Rackengruppen
- Sara Johansson (född 1980), fotbollsspelare
- Sara Johansson (handbollsspelare) (född 1992)
- Scarlett Johansson (född 1984), amerikansk skådespelare och sångerska
- Scarlett Johansson
- Sebastian Johansson (född 1980), fotbollsspelare
- Selma Nikolina Johansson
- Severin Johansson (1879–1929), finländsk matematiker
- Signe Johansson Engdahl (1905–2010), simhoppare
- Sigrid Johansson (1915–2010), bågskytt
- Sigvard "Sigge" Johansson
- Simon Johansson (geolog) (1881–1944)
- Sixten Johansson (1910–1991), backhoppare
- Sofia Rapp Johansson
- Sofie Johansson (född 1985), orienterare
- Sofie Trinh Johansson (född 1986), författare
- Sonny Johansson (född 1948), fotbollsspelare och tränare
- Stefan Johansson, flera personer
  - Stefan Johansson (bandyspelare) (född 1954)
  - Stefan Johansson (född 1988)
  - Stefan Johansson (journalist) (född 1957), journalist och författare
  - Stefan Johansson (jurist)
  - Stefan Johansson (konstnär) (1876–1955), målare
  - Stefan Johansson (musiker) (född 1979), rockgitarrist
  - Stefan Johansson (teaterman) (född 1947)
  - Stefan "Lill-Lövis" Johansson (född 1956), racerförare
- Sten Johansson (1939–2019), sociolog, ämbetsman, socialdemokrat
- Sten-Olof Johansson (född 1940), fotbollsspelare
- Stig Johansson, flera personer
  - Stig Johanson (1910–1986), skådespelare
  - Stig Johansson (författare)
  - Stig "Lalle" Johansson (1923–2005), tenorsaxofonist och klarinettist, militärmusiker
    - Stig-Göran "Stisse" Johansson (1943–2002), ishockeyspelare och tränare

  - Stig H. Johansson (född 1945), travkusk och travtränare
- Sture Johansson, flera personer
  - Sture Johansson (arkitekt) (1928–2017)
  - Sture Johansson (författare) (1939–2021), medium
- Sune Johansson, flera personer
  - Sune Johansson (socialdemokrat) (1933–2020), politiker
  - Sune K. Johansson (1922–2017), jurist och förvaltningsdirektör
- Susanne Johansson (född 1962), friidrottare, långdistanslöpare
- Svante Johansson (1818–1911), orgelbyggare
- Svante O. Johansson (född 1960), justitieråd
- Sven Johansson, flera personer
  - Sven Johansson (född 1911) (1911–1986)
  - Sven Johansson (konstnär)
  - Sven Johansson (läkare) (1880–1959), kirurg, professors namn
  - Sven Johansson (professor) (1923–1994), kärnfysiker, universitetsrektor, professor
  - Sven-Eric Johanson (1919–1997), tonsättare och organist
  - Sven-Erik Johansson (1924–2015), företagsekonom, professor
  - Sven-Erik Johansson (konstnär) (1925–2020), målare och grafiker
  - Sven-Göran Johansson
  - Sven-Ingvar Johansson (född 1962), konstnär
  - Sven-Olof Johansson
  - Sven Pe Johansson (1913–1998), sportjournalist och idrottsledare
  - Sven-Åke Johansson (1943–2025), musiker, komponist, poet och konstnär
  - Idrottare:
    - Sven Johansson (kanotist)  (1912–1953)
    - Sven Johansson (skytt)  (född 1945)
    - Sven "Svängis" Johansson (1914–1982), cyklist
    - Sven "Tumba" Johansson (1931–2011), ishockeyspelare, efter 1965 Sven Tumba

  - Politiker:
    - Sven Johansson (högerpolitiker)  (1875–1946)
    - Sven Johansson (landshövding)  (1928–2023), moderatpolitiker, landshövding
    - Sven Johansson (politiker)  (1916–1987), frikyrkopastor, centerpartist, senare KDS
- Svenning Johansson (1827–1898), författare och predikant
- Sverker Johansson, flera personer
  - Sverker Johansson (fysiker) (född 1961), fysiker, lingvist och författare
  - Sverker Johansson (journalist) (född 1967), mediaproducent, journalist, fotograf och manusförfattare
- Sören Johansson, musiker, högskolelärare
- Sören Johansson (riksspelman)
- Søren W. Johansson (född 1971), dansk friidrottare, tiokampare

### T
- Tage Johansson, flera personer
  - Tage Johansson (missionär) (1919–2007), missionär i Afrika, pastor och författare
  - Tage Johansson (politiker) (1921–2008), arbetsförmedlare, socialdemokratisk politiker
- Tatuerade Johansson (1906–1984), brottsling, kumpan till Bildsköne Bengtsson
- Ted Johansson (född 1978), serietecknare och illustratör
- Therese Johansson, sångare och låtskrivare, "Lowood"
- Thomas Johansson, flera personer – sidan omfattar även stavningen Tomas
  - Thomas Johansson (ishockeyspelare) (född 1970)
  - Thomas Johansson (konsertarrangör) (född 1948)
  - Thomas Johansson (professor) (född 1959), socialantropolog
  - Thomas Johansson (regissör) (född 1946), regissör, skådespelare, inspelningsledare
  - Thomas Johansson (tennisspelare) (född 1975)
  - Thomas B Johansson (född 1943), kärnfysiker och professor i energisystemanalys
- Thor-Björn Johansson
- Thorsten Johansson (1950–2021), friidrottare, kortdistans
- Thure Johansson, friidrottare, långdistanslöpning
- Thure Johansson (1912–1986), brottare
- Thure G. Johansson (1924–1994), fann 1936 kvarlevorna efter Bockstensmannen
- Tilde Johansson
- Tobias Johansson, flera personer
  - Tobias Johansson (fotbollsspelare född januari 1982) (född 1982), fotbollsspelare, Ängelholm
  - Tobias Johansson (fotbollsspelare) (född 1982), fotbollsspelare, Carlstad United
  - Tobias Tobbe Johansson (född 1982), fotbollsspelare, Örebro och Skövde, "Tobbe"
- Tomas Johansson, flera personer – sidan omfattar även stavningen Thomas
  - Thomas Johanson
  - Tomas Johansson (barnskådespelare) (född 1951)
  - Tomas Johansson (brottare) (född 1962), brottare och tränare
  - Tomas Johansson (politiker), partiledare för nationaldemokraterna 2004–2005
  - Tomas Johansson (snowboardåkare) (aktiv 1998–2002), snowboardåkare
- Tommy Johansson (född 1958), svensk friidrottare, se Tommy Björnquist
- Tommy Johansson (militär) (född 1946), svensk militär
- Tommy Johansson (musiker) (född 1987), svensk multiinstrumentalist, sångare och musikproducent
- Tony Johansson (född 1978), författare
- Torbjörn Johansson, flera personer 
  - Torbjörn Johansson (friidrottare) (född 1970), medeldistanslöpare
  - Torbjörn Johansson (teolog) (född 1967)
  - Torbjörn Johansson (ishockeyspelare)
- Tord Johansson
- Tore Johansson, musikproducent, kompositör och musiker
- Torgny Johansson (född 1942), jurist
- Torsten Johansson (1920–2004), tennisspelare
- Torsten Johansson (fotbollsspelare) (1906–1989)
- Torsten Johansson (fotbollsspelare, Gais)
- Torvald Johansson (född 1955), organist
- Tryggve Johansson (1905–1960), fysiker och laborator vid FOA
- Ture Johansson (1912–1998), skulptör och tecknare

### U
- Ulf Johansson, flera personer
  - Ulf Johanson (1922–1990), skådespelare
  - Ulf Johansson (född 1960), fotbollsspelare
  - Ulf Johansson (journalist) (född 1958), chefredaktör
  - Ulf Johansson (keramiker) (1938–2018)
  - Ulf Johansson (konstnär) (1912–1978)
  - Ulf Johansson (skidskytt) (född 1967)
  - Ulf Johansson, senare Ulf Johansson Werre (född 1956), jazzmusiker
  - Ulf Peder Johansson (född 1957), skådespelare och röstskådespelare
- Ulla Johansson, flera personer
  - Ulla Johansson (konstnär), tecknare och skulptör
  - Ulla-Britt Johansson (1934–2015), friidrottare, sprinter
- Ulrika Johansson, flera personer
  - Ulrika Johansson (fotbollsspelare) (född 1971)
  - Ulrika Johansson (häcklöpare) (född 1980)

### V
- Waldemar Johanson (1883–1955), arkitekt
- Vidar Johansson
- Viktor Johansson, flera personer
  - Victor Johansson (aktiv 1904), friidrottare, tresteg
  - Viktor Johansson (bibliotekarie) (1888–1967)
  - Viktor Johansson (författare) (född 1983)
- Wiktoria Johansson
- Vilgot Johansson (1932–2023), redare och varvsägare
- Wilhelm Johansson, flera personer
  - Wilhelm Johansson (lärare) (1843–1926), folkskollärare och politiker, liberal
  - Wilhelm Johansson (skådespelare) (född 1994)
- Ville Johansson
- Willy Johansson (1921–1998), norsk glaskonstnär
- Wiwi-Anne Johansson (född 1950), journalist och politiker, vänsterpartist

### Y
- Ylva Johansson (född 1964), politiker, socialdemokrat
- Yngve Johansson, flera personer
  - Yngve Johansson (konstnär) (1912–1987)
  - Yngve Johansson (fotbollsspelare född 1926) (1926–2010)
  - Yngve Johansson (ishockeymålvakt) (1929–2002)
  - Yngve Johansson (militär) (1941–2024)
  - Yngve Johansson (fotbollsspelare) (född 1966)

### Z
- Zage Johanson

### Å
- Åke Johansson, flera personer
  - Åke Johanson (1925–2015), barnskådespelare, senare journalist
  - Åke "Bajdoff" Johansson (1928–2014), fotbollsspelare
  - Åke Johansson (arkitekt) (född 1950)
  - Åke Johansson (centerpartist) (född 1936), politiker och kommunalråd
  - Åke Johansson (fotbollsspelare) (aktiv på 1980-talet), snickare och fotbollsspelare
  - Åke Johansson (friidrottare) (1921–2002), sprinter
  - Åke Johansson (jazzmusiker) (1937–2011), jazzpianist
  - Åke Johansson (konstnär) (1893–1968)
  - Åke Johansson (musiker) (1909–1977)

### Ö
- Örjan Johansson (aktiv 1965), friidrottare, sprinter
- Östen Johansson (född 1940), journalist, chefredaktör